# Трифонов, Роман Максимович
Роман Максимович Трифонов (азерб. Roman Maksimoviç Trifonov, 5 августа 1896 — 5 апреля 1966) — советский оперный певец, музыкальный педагог. СолистАзербайджанского Государственного академического театра оперы и балета. Народный артист Азербайджанской ССР (1958), Народный артист Узбекской ССР (1945).

## Биография
Роман Трифонов родился 5 августа 1896 года в селе Холстовка, ныне Павловского района Ульяновской области в крестьянской семье.
В 1927 году завершил обучение в Саратовской консерватории. С 1928 по 1930 годы являлся солистом Киевской государственной оперы, а с 1931 по 1936 годы исполнителем в оперных театрах Саратова, Одессы, Свердловска.
Позже, окончил обучение в Московском государственном институте театрального искусства и оперную студию при Малом художественном академическом театре. В 1941 году переехал в Ташкент, где служил в театре оперы и балета им. Навои до 1947 года. В 1945 году был удостоен звания Народный артист Узбекской ССР.
В 1948 году переехал в Баку, где сыграл значимую роль в развитии азербайджанского искусства. Трифонов был создателем ярких образов Ивана Сусанина («Жизнь за царя»), Мельника («Русалка»), Кочубея («Мазепа»), короля Рэнэ («Иоланта»), Мефистофеля («Фауст»).
Преподавал в Азербайджанской консерватории. Принимал участие в постановках национальных опер. Выучил азербайджанский язык и исполнил партию Ибрагим-хана в опере «Кероглы» Гаджибекова. Являлся профессором Бакинской консерватории, заведовал вокальной кафедрой.
Проживал в городе Баку. Умер 5 апреля 1966 года.

## Награды и звания
- Народный артист Азербайджанской ССР — 1958,
- Народный артист Узбекской ССР — 1945,
- Орден "Знак Почёта",
- Медаль «За трудовое отличие» — (09.06.1959)